# 紅色游擊隊員區
51°45′N 48°51′E / 51.750°N 48.850°E
紅色游擊隊員區（俄语：Краснопартизанский район），是俄羅斯的一個區，位於該國西南部，由薩拉托夫州負責管轄，面積2,400平方公里，2010年人口13,008，人口密度每平方公里5.42人。